# Liste der Biografien/Malm
Liste der Biografien |
Portal Biografien |
Personensuche
# |
A |
B |
C |
D |
E |
F |
G |
H |
I |
J |
K |
L |
M |
N |
O |
P |
Q |
R |
S |
T |
U |
V |
W |
X |
Y |
Z |
?
 
Ma |
Mb |
Mc |
Md |
Me |
Mf |
Mg |
Mh |
Mi |
Mj |
Mk |
Ml |
Mm |
Mn |
Mo |
Mp |
Mq |
Mr |
Ms |
Mt |
Mu |
Mv |
Mw |
Mx |
My |
Mz
 
Maa |
Mab |
Mac |
Mad |
Mae |
Maf |
Mag |
Mah |
Mai |
Maj |
Mak |
Mal |
Mam |
Man |
Mao |
Map |
Maq |
Mar |
Mas |
Mat |
Mau |
Mav |
Maw |
Max |
May |
Maz
 
Mala |
Malb |
Malc |
Mald |
Male |
Malf |
Malg |
Malh |
Mali |
Malj |
Malk |
Mall |
Malm |
Maln |
Malo |
Malp |
Malq |
Malr |
Mals |
Malt |
Malu |
Malv |
Malw |
Maly |
Malz
Die Liste der Biografien führt alle Personen auf, die in der deutschsprachigen Wikipedia einen Artikel haben. Dieses ist eine Teilliste mit 75 Einträgen von Personen, deren Namen mit den Buchstaben „Malm“ beginnt.

## Malm
- Malm, Andreas (* 1977), schwedischer Humanökologe, Journalist und AutorAndreas Malm (* 1977)

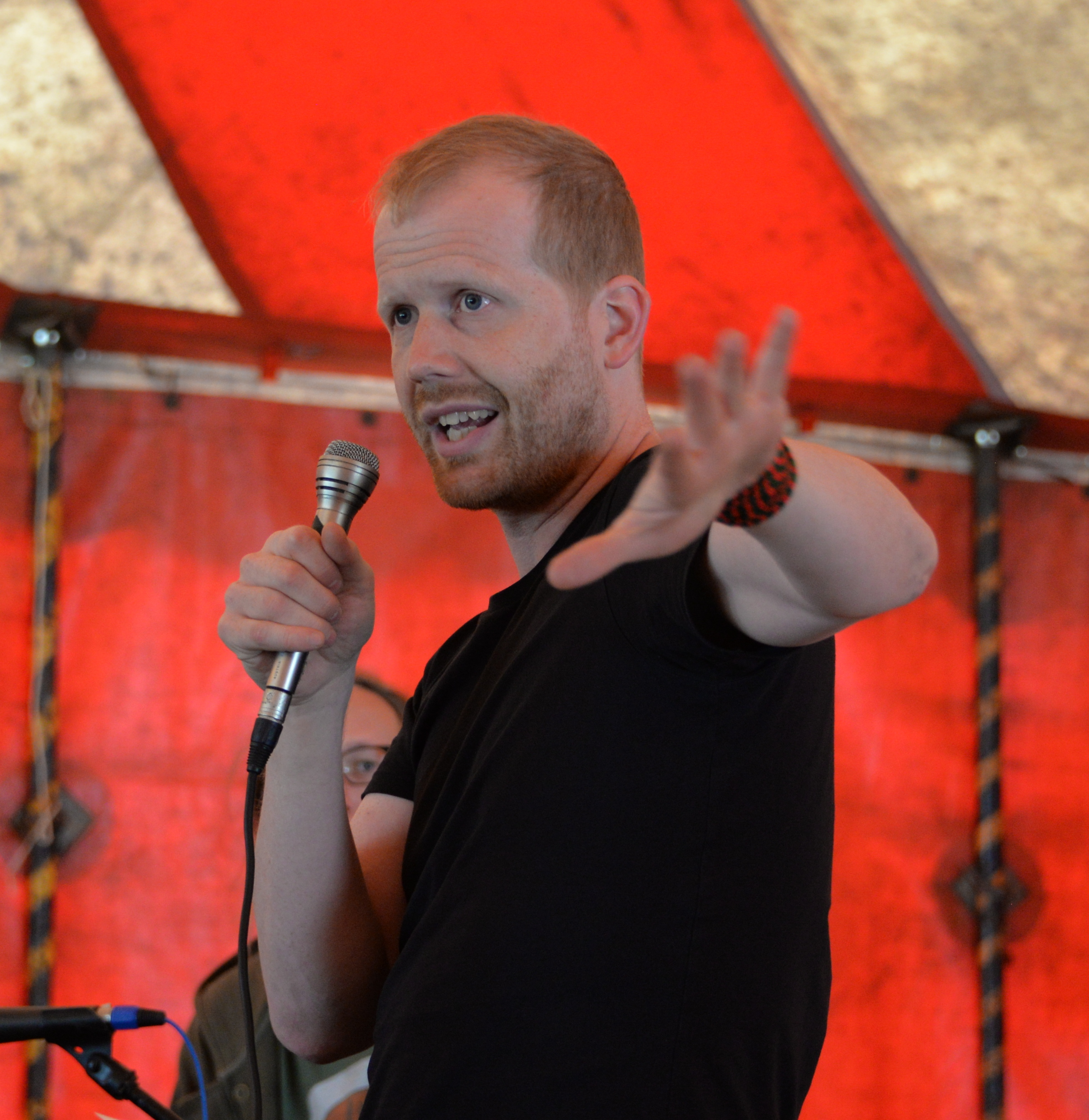
Andreas Malm (* 1977)

- Malm, Carl Oscar (1826–1863), finnischer Gehörlosenlehrer
- Malm, Cecilia (* 2002), schwedische Volleyballspielerin
- Malm, Hermann August (1810–1868), deutscher Jurist
- Malm, Jacob Johann (1796–1862), deutsch-estnischer Dichter
- Malm, Magnus (* 1951), schwedischer christlicher Publizist, Autor und Referent
- Malm, Mats (* 1964), schwedischer Literaturhistoriker, Autor und Übersetzer
- Malm, Mona (1935–2021), schwedische Schauspielerin
- Malm, Ragnar (1893–1958), schwedischer Radrennfahrer
- Malm, Robert (* 1973), togoischer Fußballspieler
- Malm, Sven (1894–1974), schwedischer Sprinter und Hürdenläufer
- Malm, Theodor (1889–1950), schwedischer Fußballspieler

### Malma
- Malmagro, Cristian (* 1983), spanischer Handballspieler

### Malmb
- Malmberg, Bertil (1889–1958), schwedischer Dichter
- Malmberg, Bertil (1913–1994), schwedischer Romanist, Linguist und Phonetiker
- Malmberg, Dag (* 1953), schwedischer Schauspieler und Regisseur
- Malmberg, Elise (* 1995), schwedische Leichtathletin
- Malmberg, Erik (1897–1964), schwedischer Ringer
- Malmberg, Hanne (* 1964), dänische Radsportlerin
- Malmberg, John H. (1927–1992), US-amerikanischer Physiker
- Malmberg, Lars-Erik (* 1962), finnischer Pädagoge und Professor der Universität Oxford
- Malmberg, Matias (* 2000), dänischer Radsportler
- Malmberg, Ove (1933–2022), schwedischer Eishockeyspieler
- Malmberg, Wladimir (1860–1921), russischer Altphilologe und Archäologe
- Malmborg, Carolina (* 1987), schwedische Schauspielerin
- Malmborg, Iggy (* 1987), schwedischer Schauspieler
- Malmbrandt, Oscar (1903–1987), schwedischer Hammerwerfer

### Malme
- Malmedie, Matthias (* 1975), deutscher FernsehmoderatorMatthias Malmedie (* 1975)

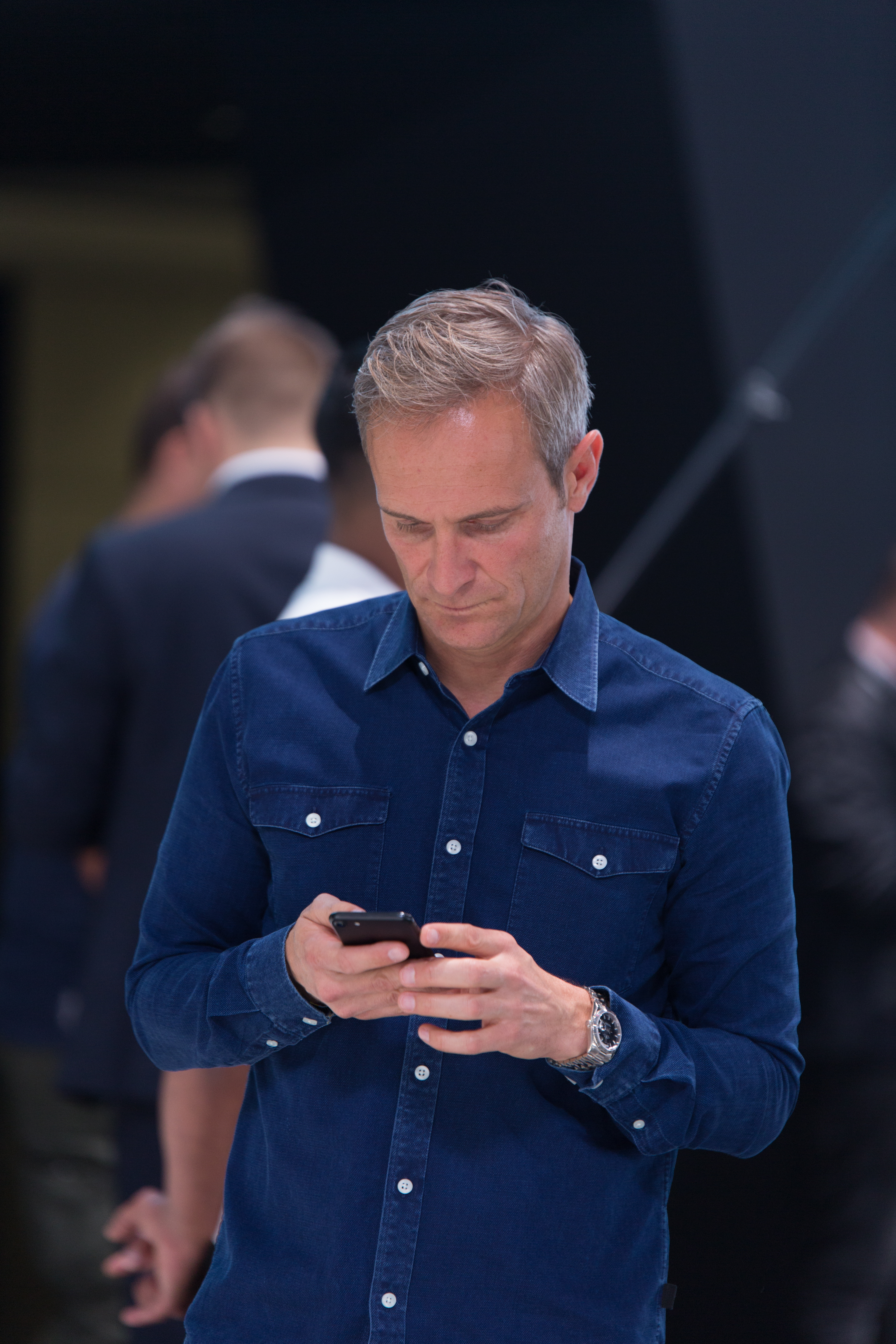
Matthias Malmedie (* 1975)

- Malmendier, Bertrand (* 1968), deutsch-französischer Rechtsanwalt für Wirtschaft und Politik
- Malmendier, Ulrike (* 1973), deutsche Wirtschaftswissenschaftlerin
- Malmer Stenergard, Maria (* 1981), schwedische Politikerin (Moderata samlingspartiet), Reichstagsmitglied, Migrationsministerin
- Malmer, Brita (1925–2013), schwedische Archäologin

### Malmg
- Malmgren, Arthur (1860–1947), deutscher Theologe
- Malmgren, Finn (1895–1928), schwedischer Meteorologe und Polarforscher
- Malmgren, Knut, schwedischer Badmintonspieler
- Malmgren, Russell (1905–1982), US-amerikanischer Tontechniker und Drehbuchautor

### Malmi
- Malmierca Díaz, Rodrigo (* 1956), kubanischer Diplomat und Politiker
- Malmierca, Isidoro (1930–2001), kubanischer Politiker (PSP, JS) und Journalist
- Malmîsanij (* 1952), kurdischer Autor
- Malmivaara, Laura (* 1973), finnische Schauspielerin
- Malmivaara, Olli (* 1982), finnischer Eishockeyspieler
- Malmivirta, Heikki (1898–1956), finnischer Diskuswerfer

### Malmk
- Malmkvist, Lars (* 1955), schwedischer Ringer
- Malmkvist, Lil (* 1938), schwedische Schlagersängerin
- Malmkvist, Siw (* 1936), schwedische Schlagersängerin und SchauspielerinSiw Malmkvist (* 1936)

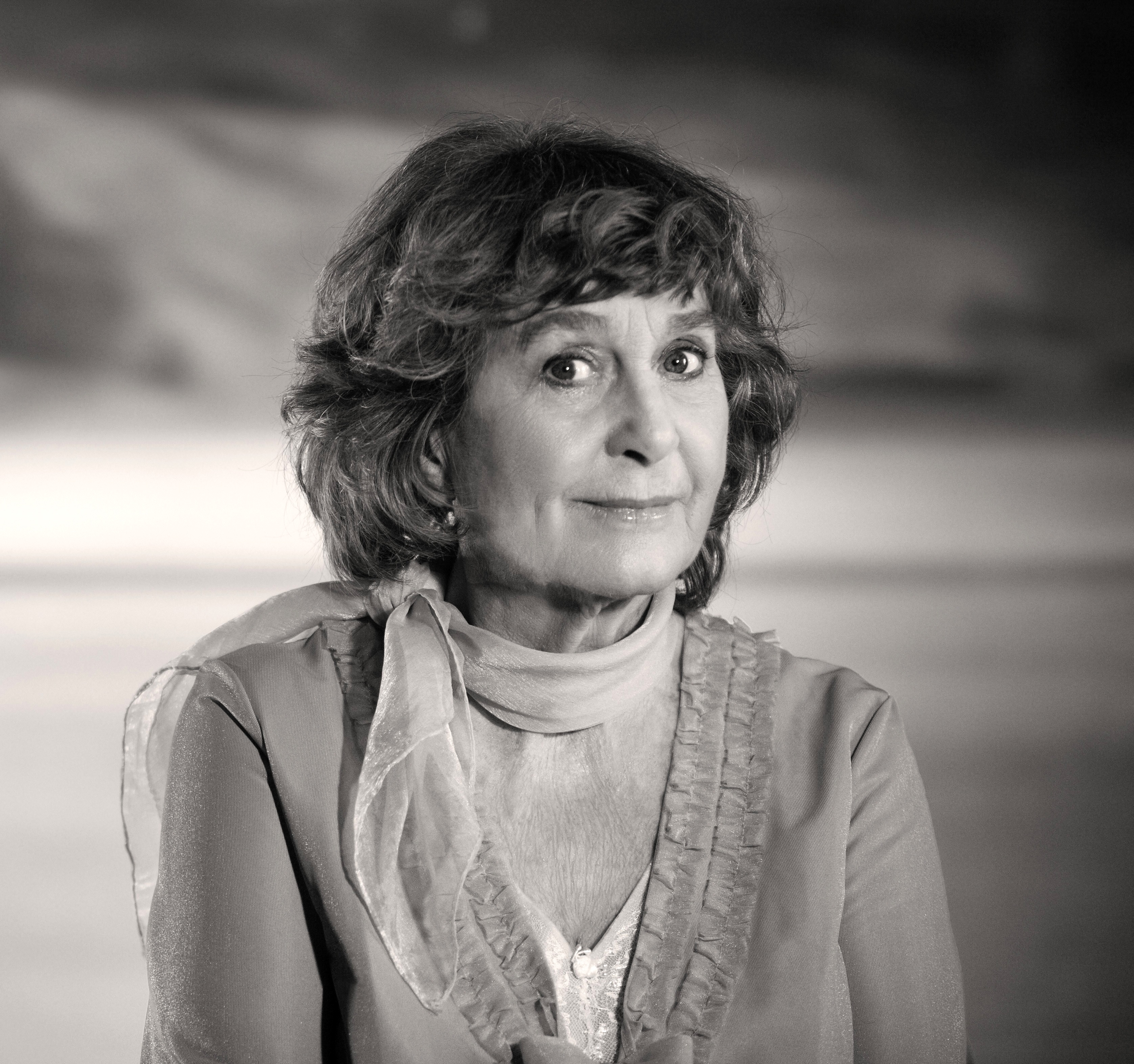
Siw Malmkvist (* 1936)

### Malmo
- Malmon, Tomasz (* 1970), polnischer Handballtrainer und Handballspieler

### Malmq
- Malmquist, Axel Johannes (1882–1952), schwedischer Mathematiker
- Malmquist, Gunnar (1893–1982), schwedischer Astronom
- Malmquist, Walter (* 1956), US-amerikanischer Nordischer Kombinierer und Skispringer
- Malmqvist, Alexander Magnus (1796–1854), schwedischer Historien-, Porträt- und Miniaturenmaler
- Malmqvist, Göran (1924–2019), schwedischer Sprachwissenschaftler, Historiker und Übersetzer
- Malmqvist, Linnéa (* 1998), schwedische Tennisspielerin

### Malmr
- Malmros, Gustav (1812–1875), deutscher Richter; Kronsyndikus und Mitglied des Preußischen Herrenhauses
- Malmrot, Håkan (1900–1987), schwedischer Schwimmer und Olympiasieger

### Malms
- Malmsheimer, Jochen (* 1961), deutscher Kabarettist
- Malmsjö, Jan (* 1932), schwedischer Schauspieler und Sänger
- Malmsteen, Yngwie (* 1963), schwedischer GitarristYngwie Malmsteen (* 1963)

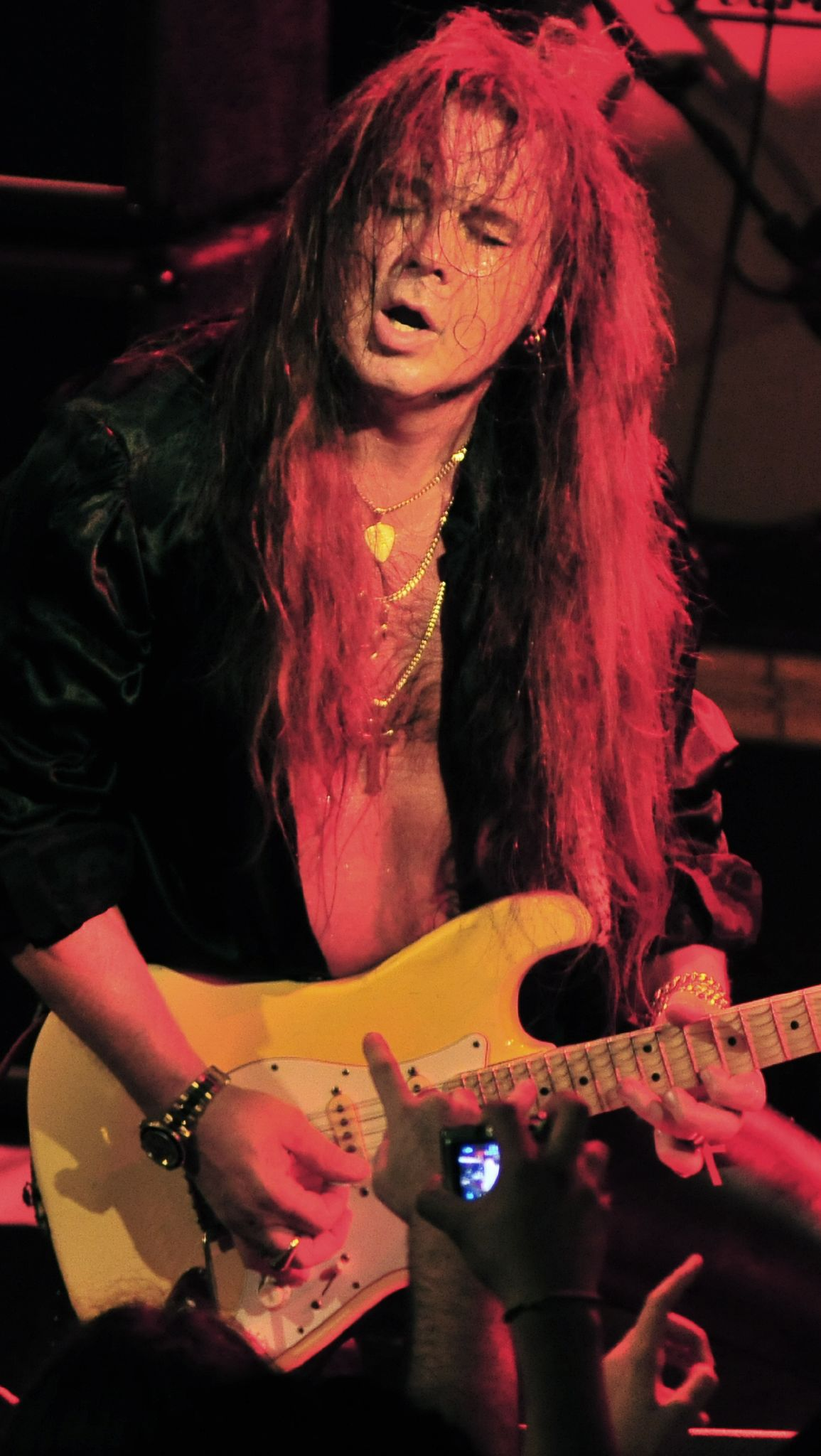
Yngwie Malmsteen (* 1963)

- Malmsten, Bengt (1922–1996), schwedischer Eisschnellläufer
- Malmsten, Birger (1920–1991), schwedischer Schauspieler
- Malmsten, Bodil (1944–2016), schwedische Dichterin und Schriftstellerin
- Malmsten, Carl (1888–1972), Architekt und Designer
- Malmsten, Carl Johan (1814–1886), schwedischer Mathematiker und Politiker, Mitglied des Riksdag
- Malmstén, Georg (1902–1981), finnischer Sänger, Musiker, Komponist, Orchesterleiter und Schauspieler
- Malmsten, Gustaf (1889–1976), schwedischer Weitspringer
- Malmström, August (1829–1901), schwedischer Maler und Hochschullehrer
- Malmström, Bernd (* 1941), deutscher Manager
- Malmström, Cecilia (* 1968), schwedische Politikwissenschaftlerin und Politikerin, Mitglied des Riksdag, MdEP
- Malmström, Cecilia A. (* 1976), schwedisch-deutsche Drehbuchautorin und Filmproduzentin
- Malmström, Gustaf (1884–1970), schwedischer Ringer
- Malmström, Karl (1875–1938), schwedischer Wasserspringer
- Malmström, Sune (1897–1961), schwedischer Tennisspieler
- Malmström, Victor (* 1991), finnischer Skirennläufer

### Malmu
- Malmud, Noam (* 2002), israelischer Fußballspieler
- Malmuth, Bruce (1934–2005), US-amerikanischer Regisseur und Schauspieler

### Malmy
- Malmy, Étienne (1744–1840), französischer Trappist, Prior, Abt und Klostergründer